# Зосімадес (стадіон)
Національний стадіон Яніни «Зосімадес» (грец. Εθνικό Στάδιο Ιωαννίνων «οι Ζωσιμάδες») — багатофункціональний стадіон у місті Яніна, Греція, домашня арена ФК «ПАС Яніна».
Стадіон побудований та відкритий 1952 року. Спочатку мав північну трибуну потужністю до 500 глядачів. У 1965 році побудовано додаткові трибуни, над однією із яких споруджено дах. 1966 року облаштовано легкоатлетичний манеж. У 1993 році вітром пошкоджено трибуну навпроти основної, після чого її вивели з експлуатації. 2000 року встановлено систему освітлення, на трибунах встановлено окремі крісла на глядацьких місцях. У 2009 році замінено покриття газону та приведено до загальних вимог розміри поля, на вході до арени встановлено турнікети. 2016 року стадіон приведено до окремих вимог УЄФА в рамках підготовки до матчів кваліфікації Ліги Європи УЄФА, які на арені приймав ФК «ПАС Яніна». Стадіон обладнаний сучасними роздягальнями, конференц-залом та VIP-сектором.
Потужність арени становить 7 534 глядачі. Рекорд відвідування встановлено 1975 року під час матчу між «ПАС Яніною» та «Олімпіакосом». Тоді за грою спостерігало 14 557 глядачів.
Окрім футбольних матчів стадіон приймає змагання з різних видів спорту та концерти. Зокрема, у червні 2010 року на арені відбувся концерт гурту «Scorpions»